# Ostrea equestris
Ostrea alveatula (лат. Ostrea alveatula) врста је шкољки из породице правих острига (Ostreidae). Може се наћи дуж атлантске обале Северне Америке, у распону од Вирџиније до Бразила.

## Статус
Неприхваћен

## Прихваћено име
Ostrea stentina Payraudeau, 1826

## Оригинални извор
- Huber M. (2015). Compendium of bivalves 2. Harxheim: ConchBooks. 907 стр.